# Richard Hawley
Richard Willis Hawley (17 de janeiro de 1967) é um guitarrista e produtor inglês. Hawley ganhou sucesso no movimento britpop como membro da banda Longpigs na década de 1990. Depois que o grupo se separou em 2000, ele mais tarde se juntou à banda Pulp, liderada por Jarvis Cocker, com quem ficou um curto período de tempo. Como músico solo, Hawley lançou sete álbuns de estúdio. Ele foi nomeado para um prêmio Mercury duas vezes e uma vez para um Brit Award.